# 齐家镇 (广河县)
齐家镇，是中华人民共和国甘肃省临夏回族自治州广河县下辖的一个乡镇级行政单位。

## 行政区划
齐家镇下辖以下地区：
邓家湾村、上马家村、新民滩村、黄家湾村、马家湾村、园子坪村、排子坪村、黄家村、周家山村、红庄村、魏家咀村和王家沟村。